# Sacrifício
 (avril 2025).
Si vous disposez d'ouvrages ou d'articles de référence ou si vous connaissez des sites web de qualité traitant du thème abordé ici, merci de compléter l'article en donnant les références utiles à sa vérifiabilité et en les liant à la section « Notes et références ».
Le sacrifício (sacrifice, en portugais) est une technique rarement utilisée en capoeira car elle est interdite à cause du fait qu'on se couche volontairement sur le sol.
Le mouvement consiste à attraper l'adversaire par la nuque ou par la hanche en coinçant un pied derrière son entrejambe avant de se laisser tomber en arrière pour rouler et passer par-dessus lui. Cette prise est comparable au « sumi gaeshi » ou au « hikikomi-gaeshi » du ju-jitsu.
Il n'existe pas de coups interdits en raison de leur violence, mais certaines techniques sont contraires à l'essence et à l'éthique de la capoeira. Par exemple, on ne peut salir ses vêtements. Or, le sacrifício exige de poser au moins une partie de ses vêtements sur le sol.
Cependant, dans l'hypothèse où on sait qu'un arrastão réussi salira bien plus les vêtements à cause de la chute, il est souvent toléré de faire un sacrifício en contre pour un moindre mal.